# Епархия Сатны
Епархия Сатны (лат. Eparchia Satnensis) — епархия Сиро-малабарской католической церкви c центром в городе Сатна, Индия. Епархия Сатны входит в латинскую митрополию Бхопала. 

## История
29 июля 1968 года Римский папа Павел VI выпустил буллу In more est, которой учредил апостольский экзархат Сатны, выделив его из епархии Джабалпура.
26 февраля 1977 года Римский папа Павел VI выпустил буллу Ecclesiarum Orientalium, которой преобразовал апостольский экзархат Сатны в епархию.  

## Ординарии епархии
- епископ Abraham D. Mattam  (29.071968 — 18.12.1999);
- епископ Mathew Vaniakizhakkel (18.12.1999 — 27.08.2014). 
  - Sede Vacante

## Источник
- Annuario Pontificio, Ватикан, 2007
- Булла In more est  (лат.)
- Булла Ecclesiarum Orientalium, AAS 69 (1977), стр. 241  (лат.)